# 黃堯臣
黄尧臣（？—？），字兆脩，號師唐，福建兴化府莆田县人，竈籍，明朝政治人物。

## 生平
万历二十八年（1600年）庚子科福建乡试举人，三十二年（1604年），登甲辰科进士，兵部觀政，本年授廣東肇庆府陽春縣知縣，三十九年降河南按察司照磨，四十一年升桂林知縣，四十四年升南刑部主事，四十五年升郎中，天啓元年（1621年）官至浙江处州府知府。

## 家族
曾祖黄士英，本生曾祖黄士德，祖黄大弼，父黄懋忠（巡检），嫡母林氏，生母吕氏。慈侍下，兄腾春（知府），腾翼（监生），兆魁，弟尧道，兆献。娶陈氏。
从兄黄腾春，官德安府知府。